# Disc golf
 (mars 2024).
Si vous disposez d'ouvrages ou d'articles de référence ou si vous connaissez des sites web de qualité traitant du thème abordé ici, merci de compléter l'article en donnant les références utiles à sa vérifiabilité et en les liant à la section « Notes et références ».

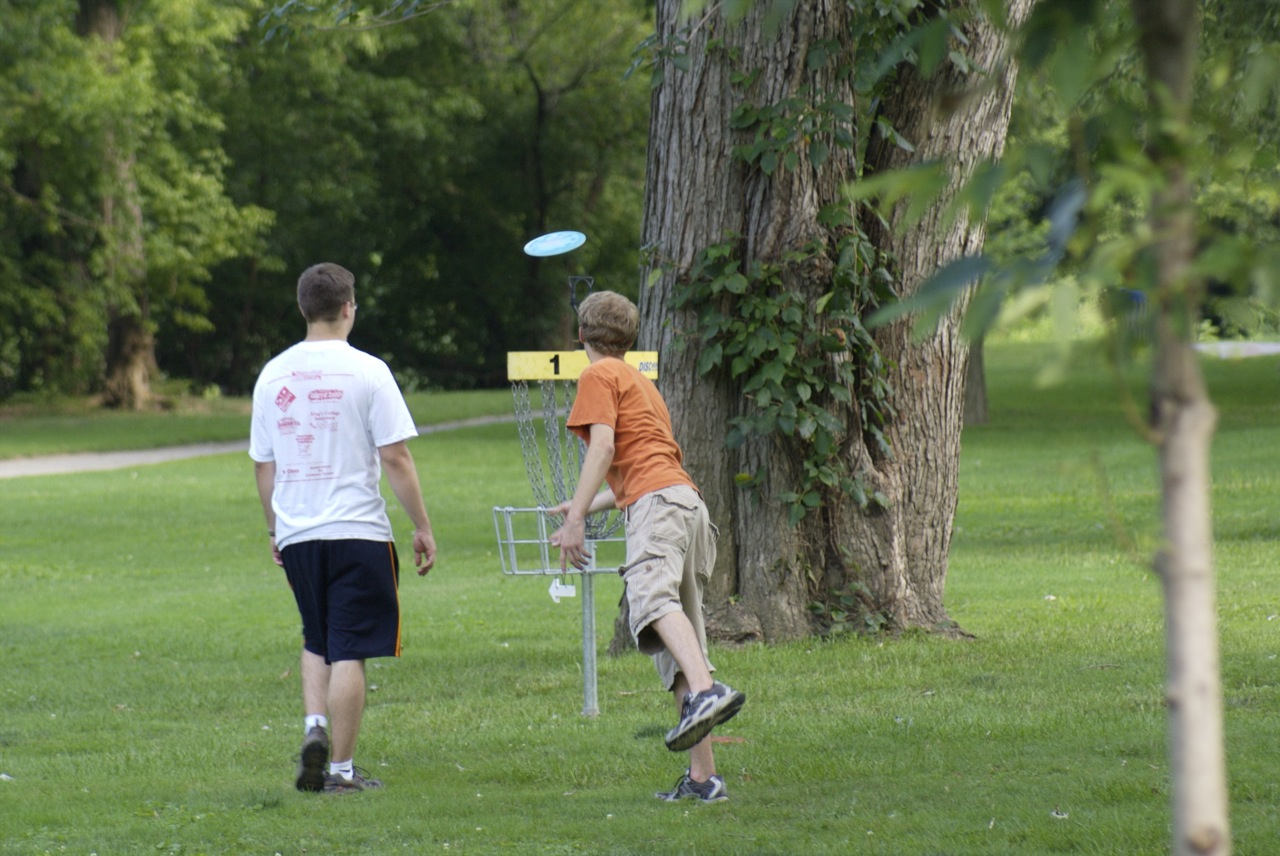
Partie de disc golf

Le disc golf (parfois écrit disque-golf) est un jeu et un sport pratiqué, avec les règles du golf, en lançant des disques apparentés aux frisbees, mais de divers profils selon la distance et les capacités du joueur, plus petits (21 cm) et plus lourds (150 à 180 g le plus souvent). Ces disques sont lancés en direction d'une cible, qui sert de « trou », réglementairement des paniers métalliques surmontés d'une couronne de chaînes destinées à arrêter le disque arrivant entre le panier et la couronne. Les longueurs des corbeilles sont comprises majoritairement entre 60 et 250 mètres, considérant qu'un pratiquant expérimenté peut lancer ses disques à 75-100 mètres.
Le disc golf se pratique le plus souvent en groupe de deux à cinq joueurs et joueuses. Il existe des compétitions régionales et nationales, ordinairement sur des parcours comportant 18 corbeilles.

## Histoire
Dans les premières années, le disc golf se pratiquait surtout sous forme de défis. Les cibles pouvaient être des objets quelconques ou des arbres ou des poteaux, puis des paniers de métal avec des chaînes spécialement prévus pour ce genre de sport. Il se pratique en compétition avec des cibles homologuées par la Professional Disc Golf Association (en) (PDGA), sous la forme de tournoi d'une à plusieurs rondes de 18 corbeilles (et plus, selon les parcours dessinés par les directeurs de tournoi). La PDGA dispose également d'un temple de la renommée pour les joueurs avec le plus de victoires, comme Ken Climo. 
Au niveau européen, la pratique se développe en application des règles fixées par la PDGA.

## Règles
Les règles du disc golf sont directement inspirées de celles du golf. Le mode de lancer est libre (revers ou coup droit, etc.), et seul le point d'arrivée du disque compte si des contraintes de trajectoire n'ont pas été imposées par les organisateurs, telles que des zones où l'arrivée du disque ajoute une pénalité (équivalent à un lancer) au nombre de lancers du joueur. 
Le premier lancer se fait sur le tee, éventuellement selon un ordre souvent tiré au sort. Chaque lancer suivant — par le joueur le plus loin de la corbeille — se fait juste derrière le point où le disque s'est posé. 
Comme au golf, chaque parcours est qualifié par un nombre de coups standard appelé par. Exemple : une stratégie habituelle pour un par 3 est de faire un drive (lancer long), puis une « approche » (lancer moyen permettant d'atteindre le green), et enfin un putt (tir court vers le panier). Le trou est terminé une fois que le disque a atteint la cible, reposant au fond du panier. Le compte des coups se fait, de préférence, au départ suivant pour libérer le trou. Le parcours est terminé lorsque tous les trous ont été joués.

## Terrain et matériel

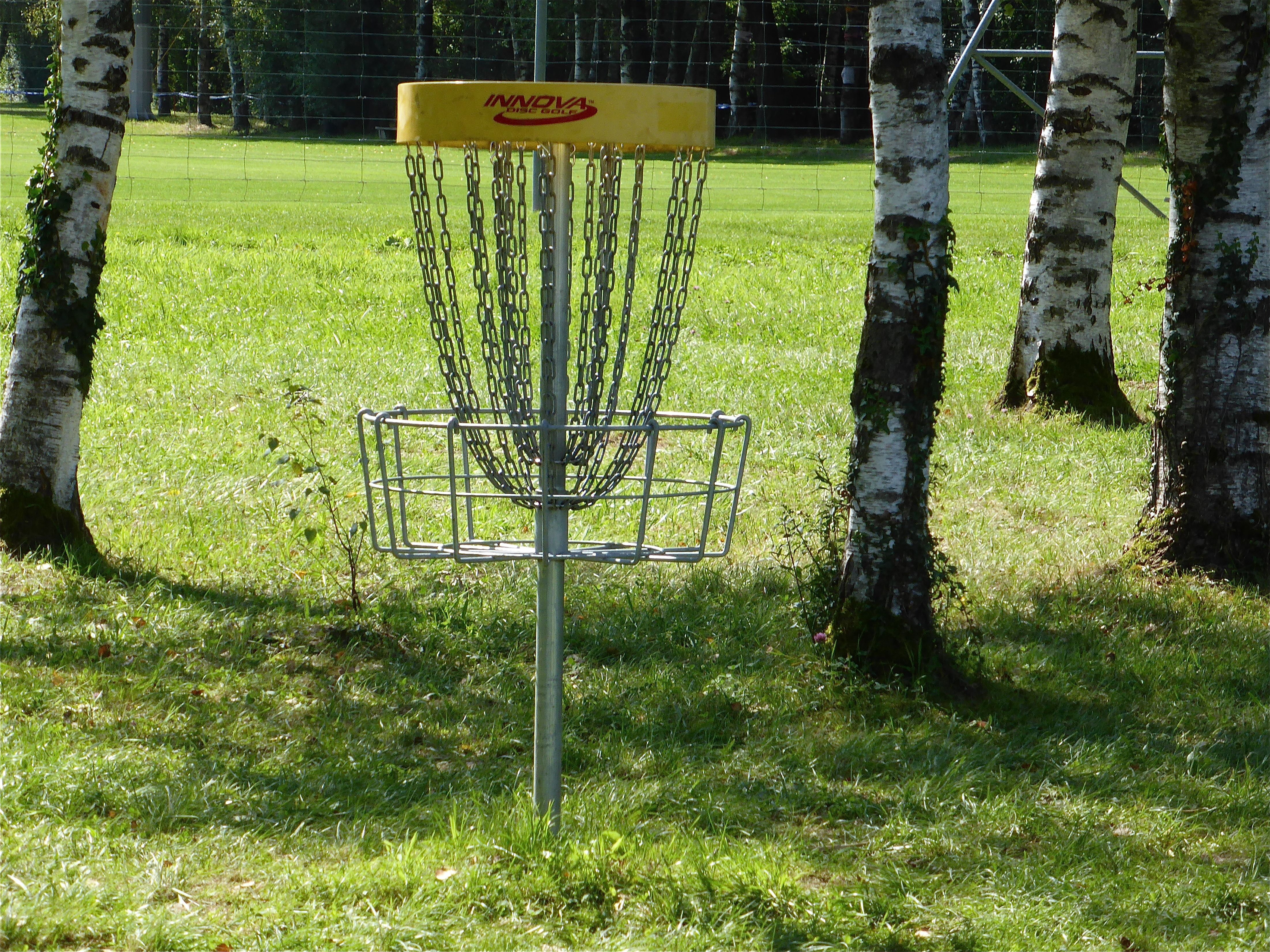
Paniers de disc golf.

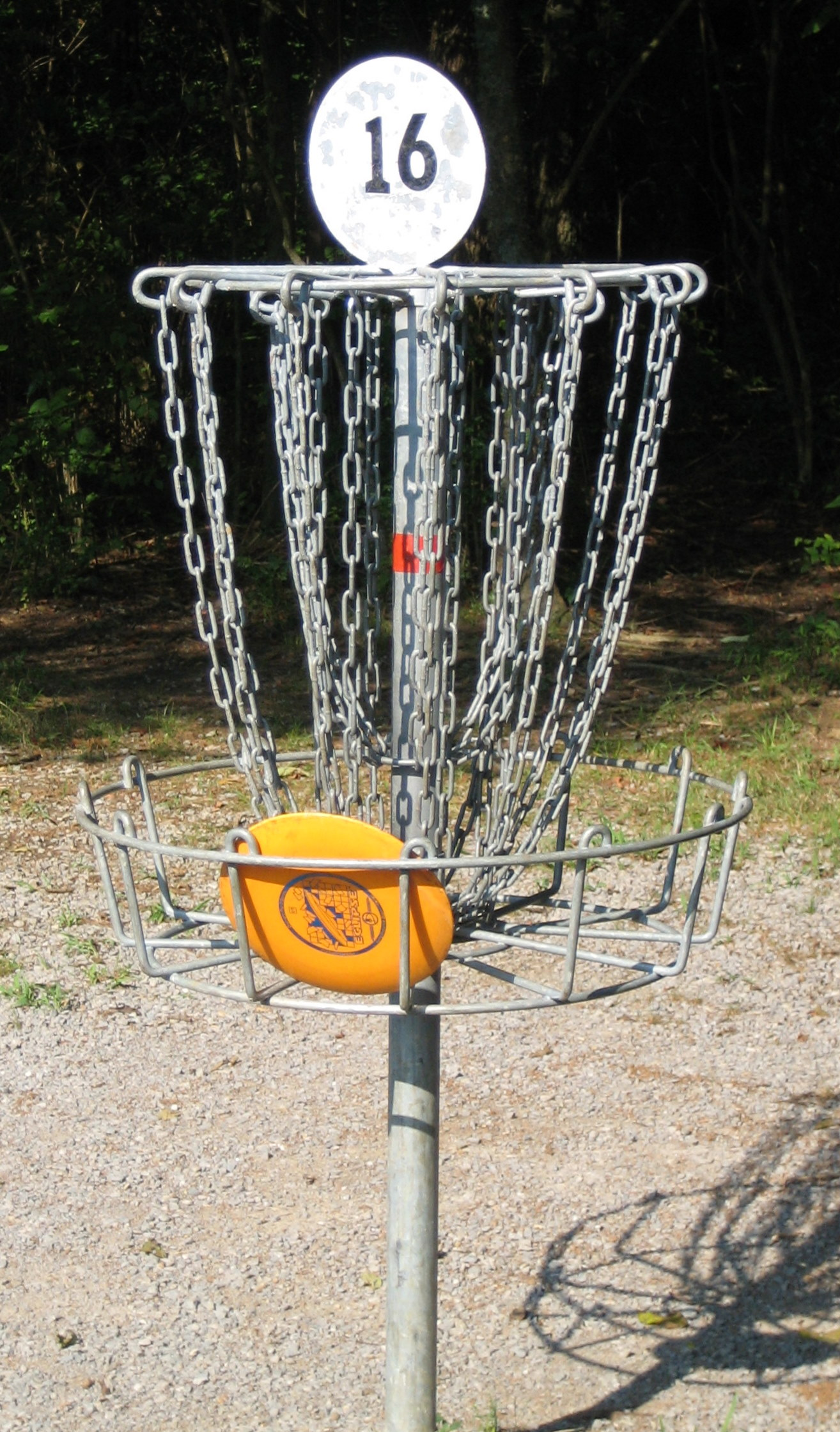
Disque restant dans un panier.

Un parcours complet comprend généralement 18 trous, mais il en existe de 9, de 12 et parfois de 27 trous. 
Il existe une grande variété de disques, sous diverses marques, combinant profil, poids et différentes matières plastiques et se répartissant en trois catégories en relation avec la distance à parcourir : les drivers aux profils les plus fins, les disques d'approche, et les putters aux profils moins aérodynamiques.

## Pratiquants
Ce sport est surtout pratiqué aux États-Unis, en Australie ou dans certains pays du nord de l'Europe ou en Suisse, et compte environ 500 000 pratiquants dans le monde. La France compte 22 clubs affiliés à la Fédération nationale du sport en milieu rural (FNSMR) via sa commission Disc Golf.